# Galižana
Galižana är en ort i Kroatien.   Den ligger i länet Istrien, i den västra delen av landet, 190 km sydväst om huvudstaden Zagreb. Galižana ligger 99 meter över havet och antalet invånare är 1 356.
Terrängen runt Galižana är lite kuperad. Runt Galižana är det ganska glesbefolkat, med 45 invånare per kvadratkilometer. Närmaste större samhälle är Pula, 7,2 km söder om Galižana. Omgivningarna runt Galižana är en mosaik av jordbruksmark och naturlig växtlighet.